# Ospitalieri di San Giovanni di Gerusalemme

La bandiera dell'Ordine

Gli Ospitalieri di San Giovanni di Gerusalemme, detti poi anche di Rodi e di Malta, sono un Ordine religioso cavalleresco nato intorno alla prima metà dell'XI secolo (probabilmente nel 1048) a Gerusalemme, intitolato a San Giovanni Battista. I membri dell'Ordine erano detti anche cavalieri giovanniti o gerosolimitani. Oggi quest'Ordine è diviso in 5 distinte realtà (Alleanza degli Ordini di San Giovanni), ed è internazionalmente conosciuto sia come Ordine di San Giovanni (con il nome tradotto in varie lingue), oppure come Sovrano Militare Ordine di Malta.
Durante la prima crociata divenne un ordine religioso cavalleresco cristiano, dotato di un proprio statuto, secondo il costume del tempo. Quindi, nel 1113 papa Pasquale II lo rese autonomo e sovrano con il protettorato della Santa Sede. Se fino ad allora l'Ordine seguiva la Regola benedettina, piano piano iniziò a osservare quella agostiniana. Infine il maestro Raymond du Puy de Provence diede all'Ordine una regola propria, ispirata sempre a quella agostiniana. Successivamente, dopo la perdita dei territori cristiani in Terra santa, l'Ordine si rifugiò brevemente a Cipro (1291) e poi a Rodi (1309), su cui estese la propria sovranità, e successivamente a Malta (1530), giurando come vassallo del Re di Sicilia. Già a Rodi la sovranità internazionale e l'indipendenza dell'Ordine crebbero ancora, così come la flotta navale divenne ancor più temibile.
Per tutto il XIV secolo l'Ordine si suddivise in Gran Priorati, Baliaggi e Commende in base alle lingue parlate dai cavalieri. Inizialmente le lingue erano sette, parlate nelle seguenti nazioni: Francia, Italia, Germania, Provenza, Alvernia e Aragona (Navarra). Nel 1492 venne costituita l'ottava lingua, ovvero quella di Castiglia e Portogallo.
In seguito alla perdita di Malta per mano di Napoleone (1798) l'ordine inizialmente si divise e andarono in Russia circa 400 cavalieri e dignitari esiliati dall'isola. Postisi sotto la protezione dello zar Paolo I, dopo la destituzione-abdicazione di Ferdinand von Hompesch zu Bolheim, i Cavalieri elessero appunto lo zar quale Gran Maestro dell'Ordine, fino al 1803, quando, per il ramo cattolico fu eletto un nuovo Gran maestro in Italia, dove l'ordine stabilì la propria sede. Inizialmente a Messina e dal 1804 a Catania, quindi nel 1826 a Ferrara e infine, nel 1834, a Roma, dove tuttora risiede.
Così il ramo cattolico del "Sovrano Militare Ordine Ospedaliero di San Giovanni di Gerusalemme di Rodi e di Malta", abbreviato in Sovrano Militare Ordine di Malta (SMOM), ordine religioso di sub collazione vaticana, di diritto canonico oggi ha il posto di "osservatore" alle Nazioni Unite. Ha un suo governo e alcune prerogative di Stato autonomo, pur "senza territorio", anche se il Palazzo Magistrale e la Villa Magistrale a Roma godono dell'extraterritorialità. È presente in oltre 120 Paesi, con ambasciatori in 112, e abbandonato l'impegno militare oggi realizza attività a carattere medico, sociale e umanitario.
Nel settembre del 2022 il Papa ha emanato una nuova Costituzione ed un nuovo Codice di diritto melitense e convocato un Capitolo Generale straordinario, tenutosi nel gennaio 2023, nel corso del quale sono stati eletti i nuovi membri del Sovrano Consiglio.
Sono anche presenti altri eredi dell'antico Ordine, quelli di fede protestante o anglicana, come il Venerabile ordine di San Giovanni, con sede a Londra, l'Ordine di San Giovanni del baliaggio di Brandeburgo, già sotto protezione degli Hohenzollern, e quelli di Svezia e dei Paesi Bassi. Lo SMOM, insieme a questi quattro ordini riconosciuti dagli Stati nazionali dove operano, dal 1963 ha costituito l'Alleanza degli ordini di San Giovanni di Gerusalemme.

## Storia

### Prima della fondazione
Il Muristan (in ebraico םוריסטן, dal persiano بیمارستان, bimaristan, "ospedale", o تيمارِسْتان, timaristan, manicomio)[1] è una grande area quadrata di strade, piazze, negozi e laboratori di artigianato nel quartiere cristiano della Città Vecchia di Gerusalemme.
La prima menzione storica del Muristan si ha nel 600: all'abate Probus fu commissionata da papa Gregorio I la costruzione di un ospitale a Gerusalemme per avere cura dei pellegrini cristiani in Terra santa. Nel IX secolo Carlo Magno, imperatore del Sacro Romano Impero, ingrandì l'ostello di Probus e vi aggiunse una biblioteca. Circa due secoli dopo, nel 1005, l'imām fatimide al-Hākim distrusse l'ostello assieme con altri tremila edifici. Fece portare ai cristiani, appese al collo, delle croci di legno, lunghe circa un metro e larghe mezzo. Malgrado ai cristiani non fosse permesso di acquistare schiavi, maschi o femmine, e godessero di pochi privilegi, a loro era concesso di usare i cavalli a condizione che cavalcassero con la sella di legno e finimenti disadorni.
Guglielmo di Tiro vissuto alla fine del XII secolo nella sua opera Historia rerum in partibus transmarinis gestarum riferisce che nel 1023 dei mercanti da Amalfi e Salerno ebbero il permesso dall'imām fatimide d'Egitto al-Zāhir (reg. 1021-1036) di ricostruire l'ospizio a Gerusalemme, che fu edificato sul luogo del monastero di san Giovanni l'Elemosiniere e serviva i pellegrini cristiani che viaggiavano per visitare i paesi e i luoghi dove Gesù era nato, vissuto, morto, risorto e asceso al cielo. Egli riferisce che questa struttura era servita da monaci benedettini e che fu il primo nucleo della struttura in seguito divenuta dei Cavalieri Ospitalieri.
Molte critiche però sono state levate da alcuni studiosi sull'opera di Guglielmo di Tiro per il tono degli scritti considerato eccessivo. Per quanto riguarda gli Ospitalieri poi egli è sempre molto critico e spesso le notizie da lui riportate si sono rivelate infondate. Per tale motivo la sua opera, che oltretutto è stata scritta circa ottant'anni dopo la fondazione degli Ospitalieri è da prendere con le dovute cautele.

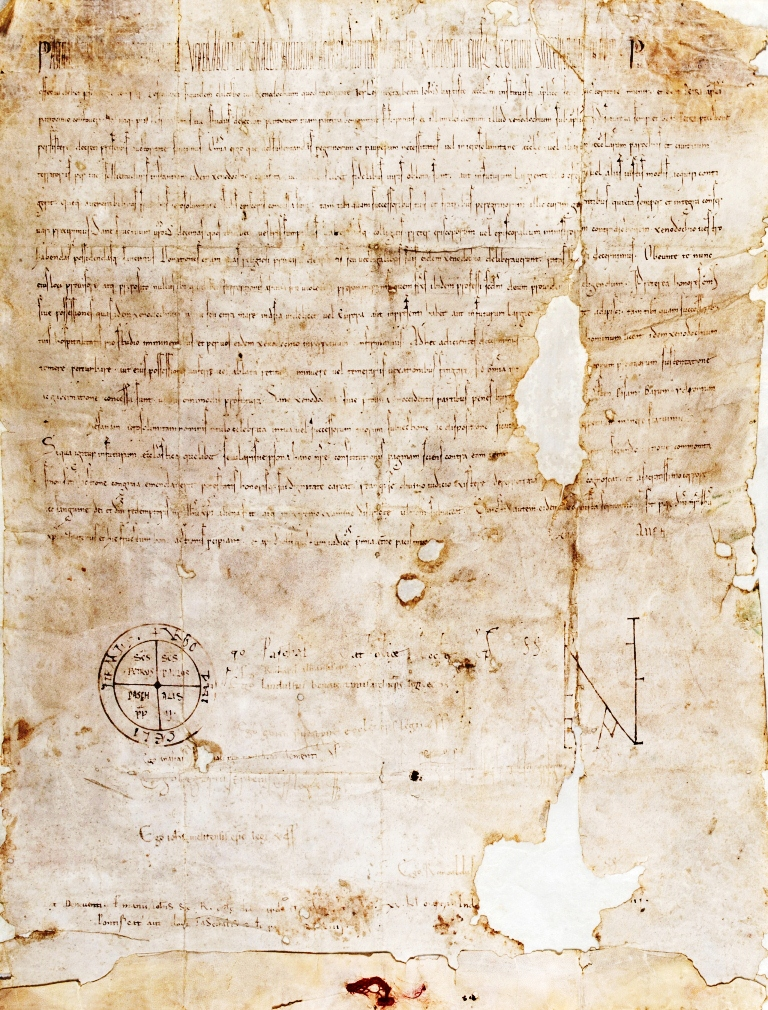
La bolla papale Pie Postulatio Voluntatis del 1113

### Fondazione e primi anni in Terrasanta

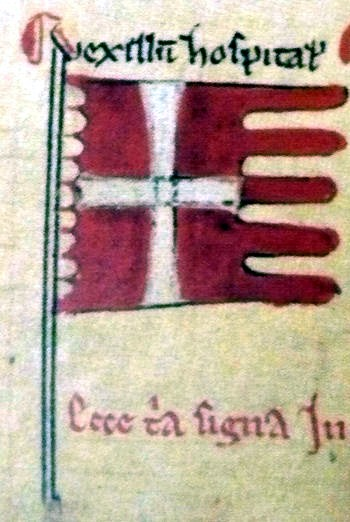
Vessillo degli ospitalieri (miniatura del 1250)

Sin dalle proprie origini, i benedettini dell'hospitale (inteso non solo come luogo di cure, ma anche di assistenza e di alloggio) di San Giovanni Battista assistevano e ospitavano quanti bussavano al loro convento; successivamente, a causa delle continue scorrerie dei predoni che depredavano i pellegrini, i monaci li difesero usando anche le armi. Quindi, dopo la prima crociata, fu affidata ufficialmente all'Ordine di San Giovanni di Gerusalemme, la cura e la difesa dei pellegrini diretti in Terra santa.
Concepito come appendice del monastero di Santa Maria Latina intorno al 1080, dopo la conquista franca del 1099, acquistò il favore regio. Ciò che appare inconfutabile è che l'Ordine cavalleresco fu fondato dal Beato Gerardo de Saxo nel 1099 in seguito alla prima crociata e il cui ruolo di fondatore fu confermato dalla bolla papale "Pie Postulatio Voluntatis" di papa Pasquale II del 15 febbraio 1113 che ne riconobbe lo statuto quale congregazione religiosa autonoma sotto la tutela della Sede Apostolica.
Oltre questo esistono una decina di documenti coevi in cui è nominato Gerardo che acquisì terre e rendite per il suo Ordine per tutto il Regno di Gerusalemme e anche in Europa.
Si è molto discusso sull'origine del Beato Gerardo Sasso, ritenuto da alcuni francese e da molti altri amalfitano, più precisamente proveniente dal borgo di Scala attualmente detta "Del Monastero" dov'era in antichità il seggio dei nobili. Nonostante la vastissima letteratura in merito però non esistono documenti coevi che testimonino in modo inequivocabile l'origine del Beato Gerardo, sebbene l'adozione da parte dell'ordine della croce di Amalfi faccia chiaramente propendere per le origini amalfitane.
Il suo successore Raymond du Puy de Provence istituì il primo ospizio degli Ospitalieri nei pressi della Basilica del Santo Sepolcro a Gerusalemme. Il gruppo inizialmente si prendeva cura solo dei pellegrini giunti a Gerusalemme, ma presto l'ordine estese i suoi servizi alla scorta armata ai pellegrini. La scorta in breve crebbe fino a diventare una sostanziosa forza armata.
Assieme ai Cavalieri Templari, fondati circa venti anni dopo, nel 1119, gli Ospitalieri divennero uno delle più potenti organizzazioni cristiane nell'area. L'Ordine cominciò a distinguersi in battaglia contro i musulmani e i suoi soldati indossavano una sopravveste nera con una croce ottagona bianca. Dalla metà del XII secolo l'ordine era nettamente diviso tra membri militari (che indossavano una sopraveste rossa con croce di amalfi bianca) e coloro che prestavano assistenza ai malati e ai pellegrini. Era un ordine religioso e godeva di privilegi funzionali concessi dal papato, tra i quali l'indipendenza da ogni autorità che non fosse quella del papa stesso, l'esenzione dai tributi e la concessione di edifici religiosi.
Molte delle fortificazioni più importanti in Terrasanta erano opera degli Ospitalieri: nel Regno di Gerusalemme gli Ospitalieri tenevano sette grandi castelli e altri 140 possedimenti nell'area. I due maggiori, le loro basi nel Regno e nel Principato di Antiochia, erano il Krak dei Cavalieri e Margat, situati il primo in Siria e il secondo nei pressi di Tripoli (oggi in Libano). Le proprietà dell'ordine erano divise in priorati, organizzati in baliati che, a loro volta erano suddivisi in capitanerie.

### L'Ordine da Gerusalemme si trasferisce a Cipro
La forza crescente dell'Islam alla fine costrinse i Cavalieri ad abbandonare i loro possedimenti storici in Gerusalemme. Dopo la caduta del regno di Gerusalemme (Gerusalemme stessa cadde nel 1187) i Cavalieri si trovarono confinati nella Contea di Tripoli (del Libano) e quando anche San Giovanni d'Acri venne catturata, nel 1291, l'Ordine lasciò la Terrasanta e cercò rifugio a Cipro.

I possedimenti dei Cavalieri a Rodi nel 1450

Trovandosi progressivamente coinvolti nella politica del Regno di Cipro, il Gran maestro Guillaume de Villaret ideò un piano per conquistare un proprio dominio temporale e scelse Rodi come nuova patria dell'Ordine.

### La conquista di Rodi
Fu il suo successore Folco di Villaret a realizzare questa impresa: il 15 agosto 1309, dopo una campagna durata due anni, l'isola di Rodi fu riscattata dai Cavalieri, che ottennero anche il controllo di diverse isole limitrofe e quello dei porti anatolici di Bodrum e Castelrosso.
Nel 1312 l'ordine dei Cavalieri Templari fu sciolto e la gran parte delle sue proprietà venne conferita, con la bolla papale Ad providam, ai Cavalieri Ospitalieri che, peraltro, mantennero la sovranità a Rodi. Gli Ospitalieri erano organizzati in otto "Lingue" (Alvernia, Aragona, Castiglia, Francia, Germania, Inghilterra, Italia e Provenza). Una volta a Rodi, e ormai noti come i Cavalieri di Rodi, essi furono obbligati a sviluppare soprattutto il lato militare della propria attività, impegnandosi in particolare contro i corsari berberi. Gli Ospitalieri, nel corso del XV secolo, si opposero vittoriosamente a due tentativi d'invasione: uno del 1440 per opera del sultano mamelucco d'Egitto, il secondo nel 1480 per opera del sultano ottomano Maometto II, il quale, dopo la caduta di Costantinopoli, vedeva nei Cavalieri del Sovrano Ordine di San Giovanni di Gerusalemme uno dei suoi nemici principali.
Durante l'assedio di Rodi del 1522 comunque gli Ospitalieri dovettero affrontare un tipo di esercito completamente diverso, quando 400 navi sotto il comando di Solimano il Magnifico sbarcarono sull'isola 100 000 uomini. Per fronteggiare questo esercito i Cavalieri avevano meno di 7 000 uomini e la protezione offerta dalle mura della città. L'assedio durò sei mesi, alla fine dei quali ai sopravvissuti fu concesso di abbandonare Rodi, con l'onore delle armi.

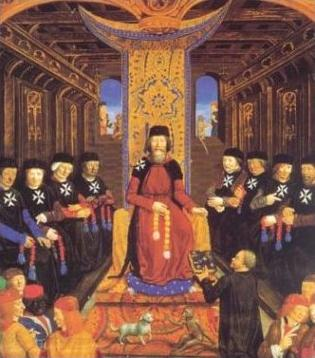
Il Gran maestro Pierre d'Aubusson con il consiglio dei cavalieri, indossano la "croce rodiana"

Dopo la perdita di Rodi i Cavalieri e circa 3 000 rodioti che non vollero sottostare ai musulmani nel 1523 posero le loro navi a Civitavecchia. Il papa, su richiesta del Gran maestro, diede loro la città di Viterbo, dove i Cavalieri soggiornarono fino al 1530. Furono questi anni molto importanti per la città che, proprio per la presenza dei Cavalieri, nel 1527 fu risparmiata dai Lanzichenecchi che misero a ferro e fuoco l'Italia centrale concludendo le loro scorribande con il sacco di Roma.

### L'Ordine riceve da Carlo V l'isola di Malta

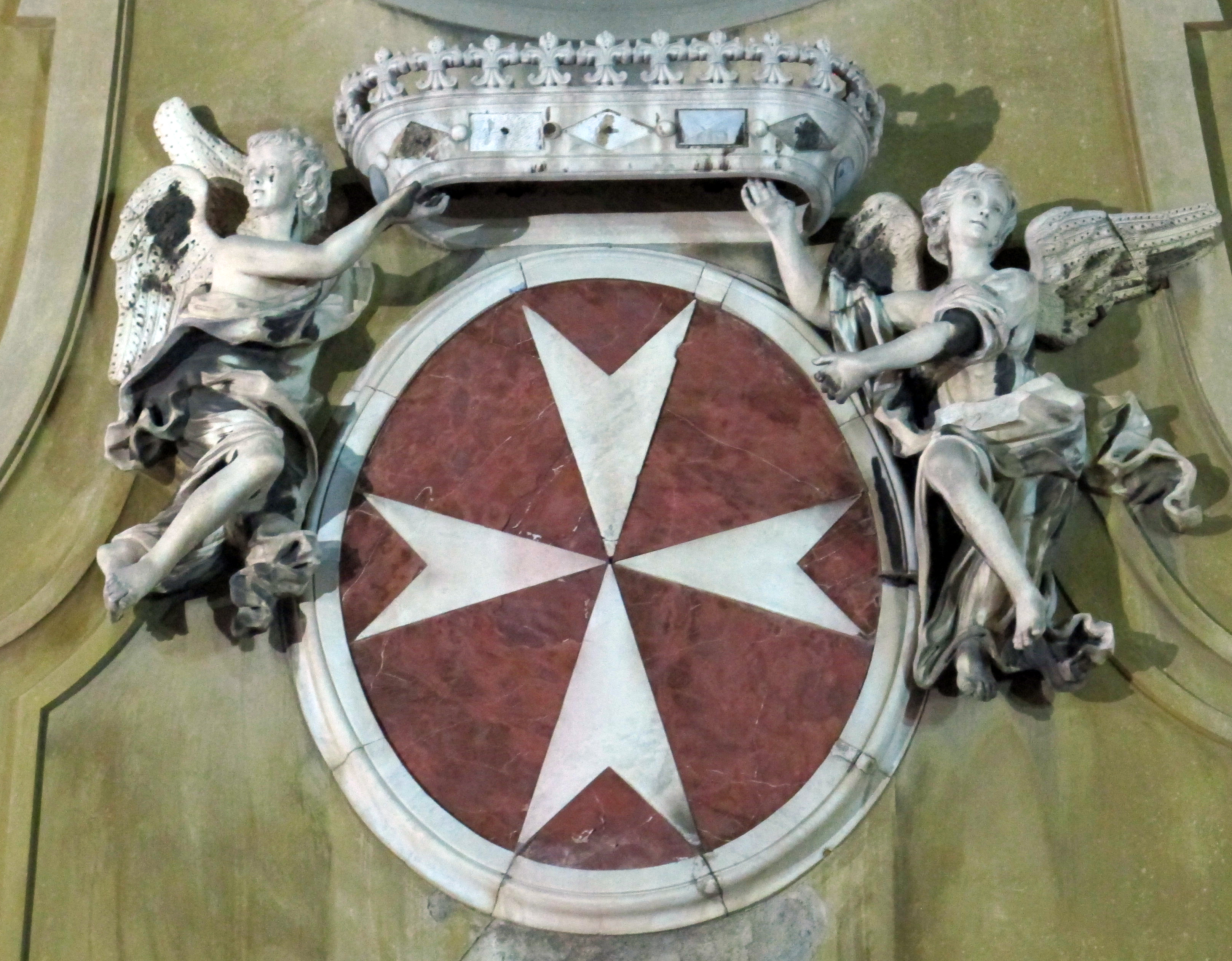
Stemma dei cavalieri, chiesa di San Giovannino dei Cavalieri, Firenze
con la croce ottagona di Amalfi simbolo delle attività operative dell'Ordine

Dopo sette anni di spostamenti della loro sede principale, da un luogo all'altro in Europa, i Cavalieri si insediarono quindi come feudatari a Malta nel 1530 per iniziativa di papa Clemente VII e dell'imperatore Carlo V, che era anche Re di Sicilia (l'isola a quell'epoca era parte del Regno di Sicilia). Il tributo annuale di vassallaggio per l'isola di Malta era un singolo falcone maltese, che essi dovevano dare nel giorno di Ognissanti al Viceré di Sicilia, che faceva le funzioni di rappresentanza del re (questo fatto storico è conosciuto come Tributo del falcone maltese e fu in seguito utilizzato per la trama del famoso romanzo di Dashiell Hammett, Il falcone maltese). I Cavalieri possedevano in questo periodo ancora la città di Tripoli, l'attuale capitale della Libia, detta Tripoli di Berberia per distinguerla dall'altra Tripoli, detta di Siria, nell'attuale Libano. Questa città venne loro tolta da Dragut nel 1551.
Nel 1548 Carlo V innalzò il Gran priore di Heitersheim, Georg Schilling von Cannstatt, a principe imperiale, dotando il Gran Priorato di un seggio e un voto nella Dieta Imperiale.
Per il possesso dell'arcipelago maltese, i Cavalieri Ospitalieri vennero dunque soprannominati "Cavalieri di Malta" e continuarono la loro azione contro la guerra di corsa musulmana, combattendo con la loro flotta i corsari barbareschi provenienti dal Nordafrica berbero.
Malgrado avessero a disposizione solo poche navi, erano degli esperti navigatori e causarono non poche noie alle navi ottomane, attirando nuovamente le ire degli Ottomani, che non erano affatto felici di vedere l'Ordine ristabilito. Di conseguenza essi riunirono un'altra grossa forza militare con lo scopo di eliminare i Cavalieri da Malta e nel 1565 invasero l'isola, dando inizio al grande assedio di Malta.
L'assedio durò circa quattro mesi, durante i quali i Turchi espugnarono una dopo l'altra le posizioni dei Cavalieri, pagando tuttavia un prezzo altissimo per ogni conquista; nella battaglia trovò la morte anche il comandante turco, il famoso corsaro Dragut. Infine il 6 settembre, quando ormai i difensori di Malta erano ridotti a circa 600 (da 9 000 che erano inizialmente, di cui 700 Cavalieri), arrivò in loro aiuto la flotta spagnola partita dalla Sicilia. Anche gli Ottomani erano ormai così provati che si ritirarono quasi senza combattere: avevano perso circa 30 000 uomini.
L'assedio è vividamente ritratto nell'affresco di Matteo Pérez nella Sala di San Michele e San Giorgio, nota anche come la Stanza del Trono, nel Palazzo del Gran maestro, nella città della Valletta.
Quattro dei modelli originali, dipinti a olio da Perez d'Aleccio tra il 1576 e il 1581, si trovano nella Stanza Cubica della casa della regina, a Greenwich (Londra).
Dopo l'assedio fu necessario costruire una nuova città: l'attuale città de La Valletta, così chiamata in memoria del valoroso Gran maestro Jean de la Valette che aveva organizzato e diretto la difesa. In essa, continuando la tradizione assistenziale dell'Ordine, fu costruito anche quello che era allora il più grande e moderno ospedale d'Europa, dove cristiani, musulmani ed ebrei venivano curati insieme senza distinzione.

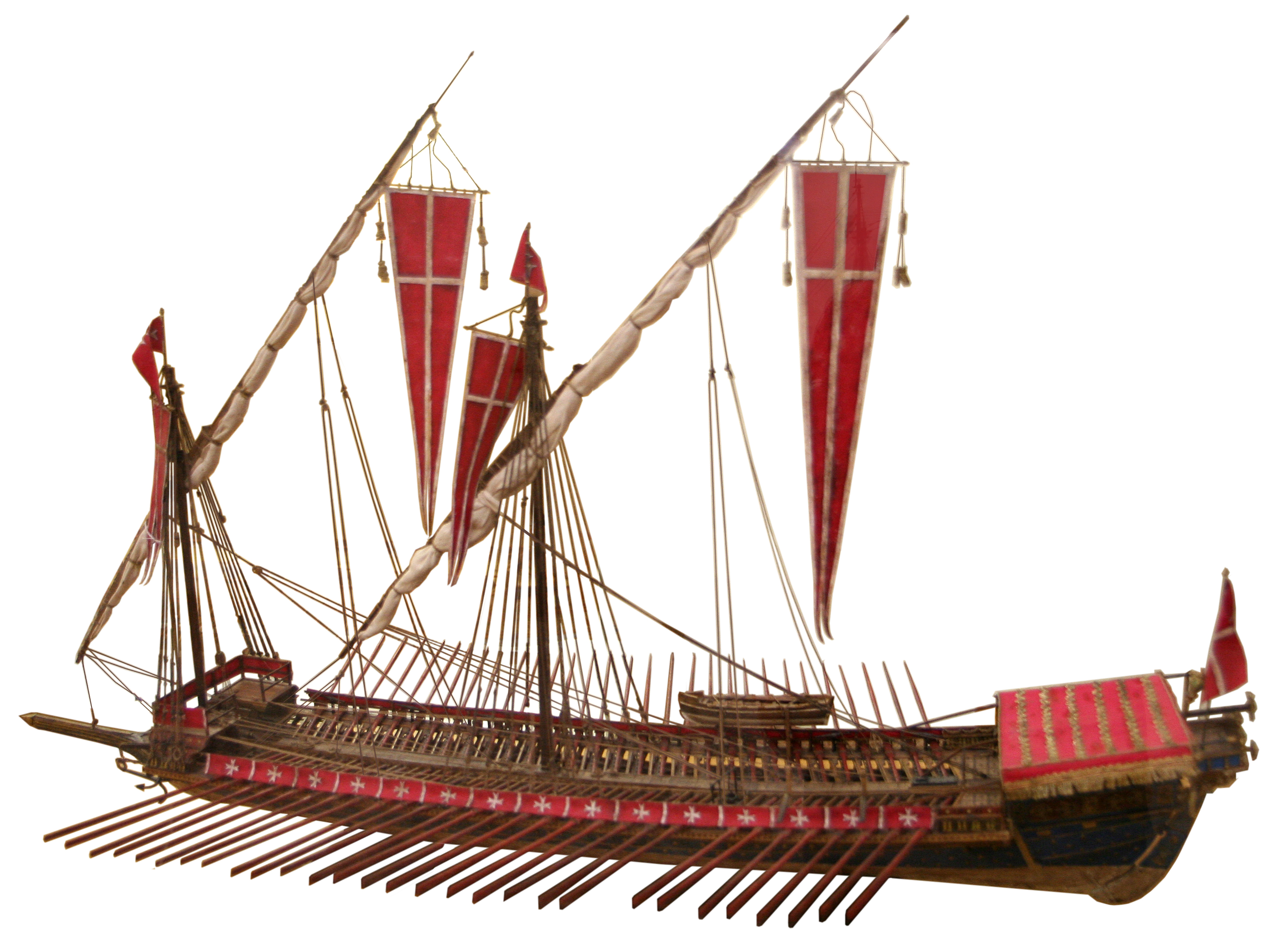
Modello di una galea sottile dei Cavalieri di Malta

#### La riforma anglicana e la situazione inglese
Le proprietà dell'Ordine in Inghilterra erano state confiscate da re Enrico VIII a causa di una disputa con il papato sul mancato annullamento del suo matrimonio con Caterina di Aragona, che alla fine portò alla chiusura dei monasteri. Anche se formalmente non erano stati soppressi, questo causò la fine delle attività della Lingua Inglese. Alcuni Cavalieri scozzesi rimasero in comunione con la Lingua Francese dell'Ordine. Nel 1831, un nuovo British Order venne fondato dai Cavalieri francesi e divenne noto come il Molto Venerabile ordine di San Giovanni di Gerusalemme nel Regno britannico. Ricevette un accredito reale (Royal Charter) dalla regina Vittoria nel 1888 e si diffuse nel Regno Unito, nel British Commonwealth, e negli Stati Uniti. Comunque, il Molto Venerabile Ordine di San Giovanni di Gerusalemme riconobbe il Sovrano Ordine Militare di Malta soltanto nel 1963. Le ben note attività dell'Ordine si basano attorno all'Ambulanza di San Giovanni.

#### Sviluppi protestanti nell'Europa continentale
In seguito alla riforma protestante, la maggior parte dei capitoli tedeschi proclamò la propria fedeltà all'Ordine pur accettando la teologia protestante. L'Ordine permane sino ai nostri giorni, con il nome di Balley Brandenburg des Ritterlichen Ordens Sankt Johannis vom Spital zu Jerusalem (i.e. Baliato di Brandeburgo dei Cavalieri dell'Ordine di San Giovanni dell'Ospedale di Gerusalemme) e ha sviluppato una crescente indipendenza dalla Casa Madre cattolica dell'Ordine. Il ramo protestante dell'Ordine si è diffuso anche in altri paesi protestanti (Paesi Bassi e Svezia), con presenza anche in qualche paese a maggioranza cattolica (Ungheria e Austria).
Il ramo olandese e quello svedese sono divenuti indipendenti nel XX secolo con le denominazioni di Ordine di San Giovanni del Baliaggio dei Paesi Bassi e Ordine di San Giovanni del baliaggio di Svezia.

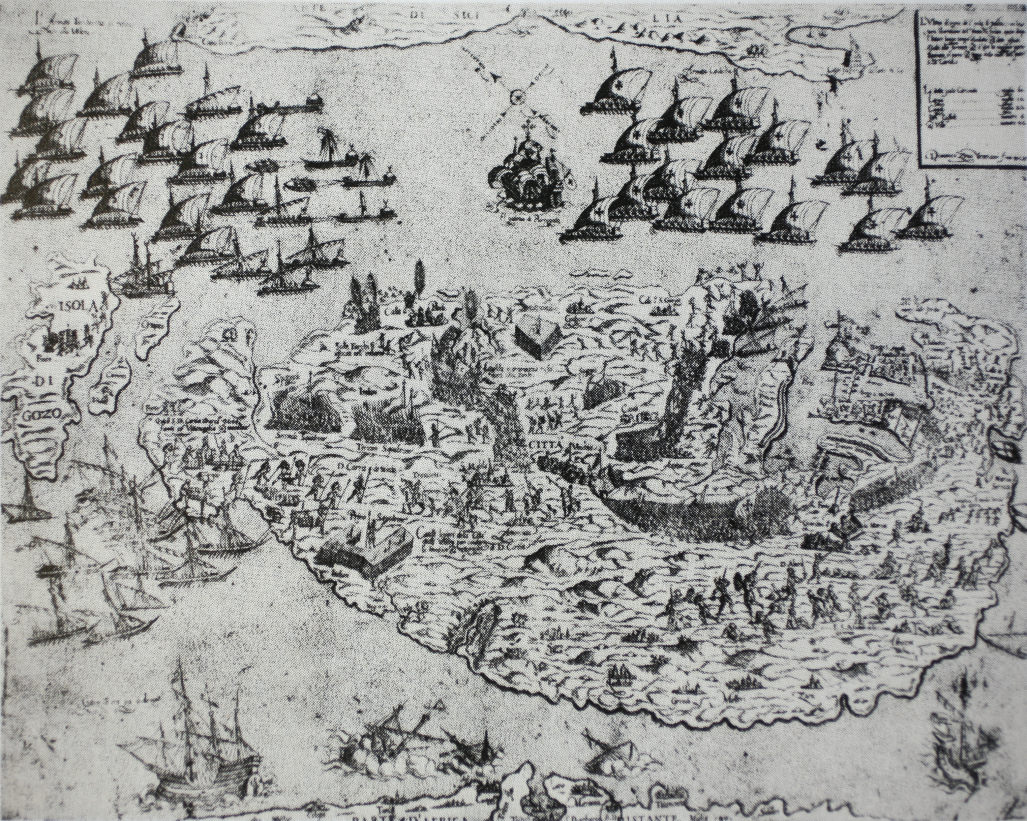
La flotta ottomana attacca Malta nel 1565

Anche queste ramificazioni dal 1961 fanno parte dell'Alleanza degli Ordini di San Giovanni di Gerusalemme.

### Battaglia di Lepanto
Nel 1571 i cavalieri di San Giovanni di Gerusalemme, da Malta, parteciparono alla grande battaglia di Lepanto, al fianco di austriaci, spagnoli, genovesi, veneziani e pontifici contro la flotta ottomana, sotto il comando di don Giovanni d'Austria, figlio naturale dell'imperatore Carlo V. Gli Ottomani erano inferiori nel numero di cannoni, nella capacità di manovra e nella velocità, e alla fine della giornata la quasi totalità della loro flotta era distrutta o catturata. Le navi maltesi erano schierate all'ala destra: la loro ammiraglia fu abbordata da più navi nemiche, ma l'equipaggio si difese con tale energia che, quando infine le altre navi cristiane arrivarono ad aiutarli, trovarono solo un tappeto di cadaveri, tra i quali erano ancora vivi soltanto tre cavalieri, feriti e privi di sensi. L'episodio è riferito anche da Miguel de Cervantes (che combatté a Lepanto) nel Don Chisciotte.
Nel 1607 al Capo di Stato, il Gran maestro, venne riconosciuto lo status di Reichsfürst (Principe del Sacro Romano Impero) e nel 1630 venne premiato con un grado ecclesiastico pari a quello di un cardinale, con l'unico e ibrido titolo di Sua Altezza Eminentissima, riflettendo entrambe le qualità che lo qualificano come un vero principe della Chiesa. In quegli anni si rifugiò a Malta, per un breve periodo, il pittore Caravaggio, in fuga da Roma dove era ricercato per avere ucciso un uomo durante una rissa; per la sua fama fu ammesso nell'Ordine, ma anche a Malta finì per mettersi nei guai e dovette fuggire di nuovo.
In seguito alla vittoria navale di Lepanto i Cavalieri continuarono ad attaccare i corsari e la loro base divenne un centro per la tratta degli schiavi, dove si vendevano africani catturati e turchi, riscattando e liberando allo stesso tempo gli schiavi cristiani. Malta rimase un mercato di schiavi fino al XVIII secolo. Servivano non meno di mille schiavi solo per equipaggiare le galee dell'Ordine di San Giovanni di Gerusalemme.

### Agitazioni in Europa

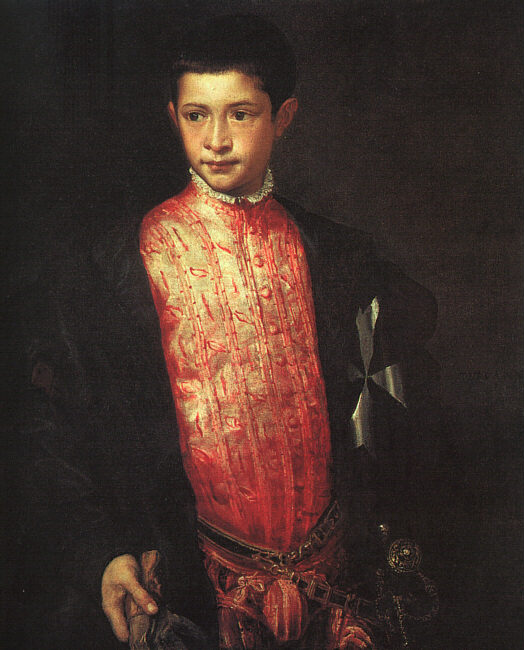
Ritratto di Ranuccio Farnese in abito da cavaliere, opera di Tiziano

L'Ordine perse un gran numero di possedimenti in seguito all'ascesa del Protestantesimo ma sopravvisse a Malta e nelle nazioni cattoliche. Il ramo svedese fu soppresso nel 1527. La proprietà del ramo inglese fu confiscata nel 1540 e l'Ordine rinacque in Inghilterra solo nel 1826 con il nome di Venerabile ordine di San Giovanni. Nel 1550 il ramo olandese divenne protestante. Nel 1577 il balivo tedesco di Brandeburgo divenne luterano, ma continuò a pagare i propri contributi finanziari all'Ordine, fino a che il ramo prussiano fu convertito in un ordine onorifico dal Re di Prussia nel 1812. Il Johanniter Orden fu restaurato come Ordine prussiano dei Cavalieri Ospitalieri nel 1852 con il nome di Ordine di San Giovanni del baliaggio di Brandeburgo.
I Cavalieri di Malta fruirono di una forte presenza all'interno della Marina Imperiale Russa e della Marina francese pre-rivoluzionaria. Quando De Poincy venne nominato governatore della colonia francese sull'isola di Saint Kitts nel 1639, era già un importante Cavaliere di San Giovanni e abbigliava il suo seguito di collaboratori con gli emblemi dell'Ordine. La presenza dell'Ordine nei Caraibi venne cancellata dopo la sua morte nel 1660. Acquistò anche l'isola di Saint Croix come suo feudo personale e la dedicò ai Cavalieri di San Giovanni. Nel 1665 St. Croix venne acquistata dalla Compagnia francese delle Indie Occidentali, ponendo fine alle loro attività nei Caraibi.
L'ordine era suddiviso in langues che costituivano le varie nazioni di appartenenza dei cavalieri. Queste erano quelle di Provenza (Gran Priorato di Saint Gilles), Alvernia, Francia, Italia, Aragona, Alemagna (Gran priorato di Heitersheim), Castiglia, e dal 1780 quella di Baviera e Inghilterra.
Nel 1789 in Francia si scatenò la rivoluzione e il furore anti-aristocratico, obbligando molti cavalieri francesi e nobili a fuggire per salvare le loro vite (fatti simili si sarebbero ripetuti in Russia un secolo dopo). Molte delle tradizionali fonti di sostentamento dell'Ordine provenienti dalla Francia furono perdute per sempre. Aggiungendo al danno la beffa, nel 1792 il Governo francese confiscò i diritti, partecipazioni e proprietà dell'Ordine presenti sul territorio francese.
Nel 1797, a seguito della seconda spartizione della Polonia tra i grandi imperi europei, l'ordine perse i territori della Lituania e venne costituito il Priorato di Russia, che assorbì e sostituì il Priorato di Polonia.

### La conquista napoleonica di Malta
Una versione di alcuni storici dice che la loro roccaforte mediterranea di Malta venne espugnata da Napoleone Bonaparte nel 1798, nel corso della sua spedizione in Egitto, dopo che Napoleone chiese di poter rifornire di acqua la propria flotta diretta in Egitto, senza le limitazioni esistenti per l'approdo delle navi, potevano infatti entrare solo quattro navi per volta nel porto della Valletta. Un'altra tesi storica invece afferma che il Gran maestro Ferdinand von Hompesch, impreparato e indeciso, dopo aver tergiversato a lungo, acconsentì, non volendo impugnare le armi contro altri cristiani. In ogni caso Napoleone fece un'azione di forza e si impadronì dell'isola, aiutato in questo anche da alcuni Cavalieri della langue di Francia presenti nella rocca in circa 120 unità, i quali sarebbero stati contattati in precedenza da una falsa missione commerciale francese. Comunque l'isola era ben protetta e non sarebbe mai stato possibile conquistarla se i Cavalieri avessero impugnato le armi; mentre il Gran maestro, fu costretto alla resa, avvenuta il 12 giugno.
Napoleone spogliò l'Ordine di molti dei tesori conservati sull'isola per finanziare la sua spedizione, ma non poté usufruirne poiché la nave che trasportava gran parte del bottino fu affondata meno di due mesi dopo dall'ammiraglio inglese Horatio Nelson alla battaglia del Nilo. Il Gran maestro fra Ferdinand von Hompesch si arrese e i Cavalieri ottennero l'onore delle armi (12 giugno 1798), iniziò quindi un periodo di grande crisi per l'Ordine e l'esilio dei Cavalieri in tutto il mondo, sia presso i Priorati esistenti, sia presso regnanti e nobili amici.
Circa 400 cavalieri, compresi alti dignitari e buona parte del consiglio magistrale in carica, si posero al servizio dello zar Paolo I di Russia, convinti che fosse l'unico a poter contrastare la politica del Bonaparte.

### Il XIX secolo
Pochissimi cavalieri dell'Ordine continuarono a operare in Italia e Spagna e cercarono di intraprendere negoziati con alcuni regnanti europei, senza nessun esito, per il ritorno sull'isola.
Lo zar di Russia Paolo I, protettore dell'Ordine, giacché era stato istituito il Gran Priorato Russo dell'Ordine dal Gran maestro Emanuele De Rohan - Polduc (1797) a San Pietroburgo, concesse asilo nel 1798 a tutti i Cavalieri che appunto erano "esiliati" in questa città.
I Cavalieri del Gran Priorato Russo con tutti i Priorati europei, deposero il Gran maestro Ferdinand von Hompesch ed elessero in sua vece lo zar Paolo I; tra le riserve a questa nomina (lo zar era di religione ortodossa) vi fu anche quella di papa Pio VI. Conseguentemente, dopo la sua nomina a Gran maestro avvenuta il 29 novembre 1798, Paolo I cercò di unificare l'operosità e la spiritualità dei Cavalieri sotto la sua guida. Su pressione dell'imperatore d'Austria Francesco II, accettò anche von Hompesch che nel frattempo aveva riparato a Trieste, abdicò con una lettera al Papa, inviando anche una lettera allo zar nella quale chiedeva formalmente la sua protezione per l'Ordine. Durante il suo magistero, Paolo I nel Palais de Malta a San Pietroburgo, erano presenti le due Chiese: ortodossa e cattolica, una di fronte all'altra con i fedeli che convivevano le proprie esperienze. Nel 1801 però, con l'assassinio dello zar, il figlio Alessandro I di Russia accettò solo la carica di protettore e non di Gran maestro,nominando luogotenente dell'Ordine il primo ministro russo Nikolay Saltykov finché non fosse stato eletto un nuovo Gran maestro. Nel 1802 fu designato fra Bartolomeo Ruspoli, che rinunciò alla carica, Nel 1803 fu eletto Gran maestro di Giovanni Battista Tommasi, sostenuto da papa Pio VII. Anche Alessandro I riconobbe l'elezione, inviandogli le insegne di Gran maestro che erano state detenute da Paolo I. Nel 1810 sospese le nomine di nuovi cavalieri del Gran Priorato e nel 1817 mise fine all'ereditarietà del titolo. Il nuovo Gran maestro Giovanni Battista Tommasi, stabilì provvisoriamente la sede dell'Ordine prima a Messina e poi a Catania (1804-1826), dove morì nel 1805. Allora Pio VII sostituì la carica con quella di Luogotenente. Durante il Congresso di Vienna del 1815 i cavalieri avrebbero voluto fare un tentativo per riavere Malta che però era da 15 anni nelle mani inglesi, o, in subordine si tentava di ottenere Rodi loro antico possesso. Ma per vari motivi ogni tentativo di reinsediarsi nell'isola fallì, che restò definitivamente nella sovranità britannica.
Intanto alcuni Cavalieri appartenenti alla langue spagnola, dopo la morte del Gran maestro, avevano nominato un altro Gran maestro nella persona del Re di Spagna, Carlo IV alleato di Napoleone. Da questa scissione nacque l'Ordine Reale dei cavalieri di San Giovanni di Gerusalemme che tuttavia nel 1885, a seguito della bolla di papa Leone XIII del 1879 con la quale autorizzava la nomina di un nuovo Gran maestro in Roma, che portò all'elezione di Giovanni Battista Ceschi a Santa Croce (1879-1905), questo Ordine Reale di Spagna rinunziava all'esercizio del Gran Magistero, riconoscendo il Gran maestro e rientrando nell'Ordine riconosciuto dalla Santa Sede. Un altro Ordine di ispirazione melitense era però sorto in Spagna nel 1833, in seguito alla guerra civile che vide contestare l'ascesa al trono da parte della regina Isabella II, un gruppo di Cavalieri costituì un Ordine autonomo denominato Ordine Reale dei Cavalieri Ospedalieri di San Giovanni Battista i cui statuti furono approvati nel 1876 dal re Alfonso XII, il quale assunse il titolo di Gran protettore.
Negli anni venti dell'Ottocento la situazione si fece ancora più difficile: i priorati superstiti in alcune nazioni furono espropriati delle loro proprietà ed estinti. In questi anni si ridussero a sei: Roma, Capua, Barletta, Messina, Portogallo e Boemia. Nel 1834 finalmente un segnale di ripresa: il nuovo luogotenente stabilì la sede dell'ordine nel Palazzo Magistrale di via dei Condotti a Roma, dove ancora oggi risiede. Inoltre aprì una nuova struttura per il noviziato, pratica caduta in disuso e presso ponte Sisto avviò un ospedale, ristabilendo l'antica tradizione dell'Ordine. Nel 1844 fu riconosciuta l'extraterritorialità della sede e infine fu stilata una nuova carta costituzionale approvata da papa Pio IX nel 1854.
Nonostante le prospettive di rilancio dell'Ordine, nel 1860 venne registrato il punto più basso, infatti, in quest'anno, nonostante fossero ancora vivi una manciata di cavalieri professi creati prima della caduta di Malta, il loro numero fu il più basso del secolo: solamente 34.
Da questo punto si cominciò una politica di sviluppo delle attività caritative, nacquero le associazioni nazionali e nel 1879 papa Leone XIII approvò una nuova regola e restaurò pienamente l'Ordine, fino ad allora guidato da luogotenenti, autorizzando l'elezione di un nuovo Gran maestro dell'ordine, Giovanni Battista Ceschi a Santa Croce, che lo restò fino al 1904.

## L'organizzazione attuale

### Il Sovrano militare ordine di Malta

Lo stemma dell'Ordine dei Cavalieri di Malta

Oggi il Sovrano Militare Ordine di Malta (Sovrano Militare Ordine Ospedaliero di San Giovanni di Gerusalemme, di Rodi e di Malta) con la protezione della Chiesa cattolica, è un ordine religioso laicale, tradizionalmente militare, cavalleresco e nobiliare, con alcuni diritti di sovranità. L'Ordine, con sede dal 1834 a Roma, è suddiviso in sei Gran Priorati e 48 Associazioni nazionali che riuniscono i cavalieri e le dame a seconda del loro paese di residenza.
Soggetto di diritto internazionale, l'Ordine dei Cavalieri di Malta è un'istituzione riconosciuta internazionalmente: possiede una propria bandiera, una costituzione, un capo di Stato, organi esecutivi e giuridici, ed emette passaporti e francobolli, intrattenendo anche autonome relazioni diplomatiche con oltre cento nazioni e con le organizzazioni internazionali.
Ha un seggio come Osservatore all'Assemblea generale delle Nazioni Unite dal 1994. Ha sottoscritto nel 2001 un trattato bilaterale con la Repubblica di Malta.
Alla sede in Italia è riconosciuta l'extraterritorialità. Nel 1877 i membri dei tre Gran priorati d'Italia, costituirono l'Associazione dei cavalieri italiani del sovrano militare ordine di Malta, riconosciuto ente di diritto pubblico melitense operante nel territorio italiano, da cui dipende il Corpo militare dell'ACISMOM, corpo volontario ausiliario dell'Esercito Italiano.

### Gli Ordini dell'Alleanza di San Giovanni
Sono riconosciuti inoltre quattro Ordini cavallereschi, cristiani non cattolici, dagli Stati nazionali e specialmente da quelli a guida "monarchica". Nel 1963 si sono reciprocamente riconosciuti con lo SMOM e sono identificati come discendenti degli Hospitalieri, facenti parte dal 1961 dell'Alleanza di San Giovanni:
1. Il Venerabile ordine di San Giovanni, fondato nel 1888 a Londra con a capo S.M. Carlo III del Regno Unito. L'Ordine gestisce ambulanze e ospedali, è fortemente diffuso in tutto il Regno Unito. Nel 1963 ha firmato una dichiarazione di riconoscimento e cooperazione con lo SMOM pur non esistendo connessioni storiche precedenti tra i due ordini.
2. Ordine di San Giovanni del Baliaggio di Brandeburgo fondato il 17 maggio 1853 dal principe Carlo di Prussia. Attualmente riconosciuto dalla Germania.
3. Ordine di San Giovanni del Baliaggio dei Paesi Bassi istituito con regio decreto del 30 aprile 1909, dalla regina Guglielmina in onore della nascita della principessa Giuliana. Attualmente riconosciuto dai Paesi Bassi.
4. Ordine di San Giovanni del Baliaggio di Svezia fondato nel novembre del 1946. Attualmente riconosciuto dalla Svezia.

Nel 1963 il S.M.O.M. è stato accettato, da queste organizzazioni protestanti e da quella anglicana, che si richiamano alla tradizione dell'Ordine Giovannita, cosicché l'Alleanza dei cavalieri ospedalieri di San Giovanni di Gerusalemme è in atto formata da questi cinque ordini.

#### Johanniter International
Dal 2000 sedici organizzazioni di volontariato fondate da diversi enti che si richiamano ai Giovanniti sono riunite nell'associazione "Johanniter International". A essa aderiscono la Johanniter-Unfall-Hilfe (Austria), la St John Association and Brigade (Cipro), la St John Ambulance in England (Inghilterra), la Sihtasutus Johanniitide Abi Eestis (Estonia), la Johanniterhjälpen i Finland (Finlandia), l'Association des oeuvres de Saint-Jean (Francia), la Johanniter-Unfall-Hilfe (Germania), la Johannita Segitö Szolgála (Ungheria), il Soccorso dell'Ordine di San Giovanni (Italia), il St John Eye Hospital Group (a Gerusalemme), la Sveta Jana Palidziba (Lettonia), il Johanniter Hulpverlening (Paesi Bassi), il Joannici Dzieło Pomocy (Polonia), il Johanniterhjälpen (Svezia), l'Oeuvre d'Entraide de la Commanderie Suisse de l'Ordre de St Jean (Svizzera), la St John Ambulance in Wales (Galles), la S.O.G.IT.-Croce di San Giovanni (Italia). Le associazioni affiliate al JOIN (che ha sede a Bruxelles) operano spesso in diversi ambiti, pur condividendo, di base, finalità assistenziali.

## Elenco dei Gran maestri
- Gran maestri in Terrasanta (dal 1099 al 1305)
- Gran maestri di Rodi (dal 1305 al 1530)
- Gran maestri di Malta (dal 1530 al 1799)
- Gran maestri dell'Ordine di Malta (dal 1799 fino a oggi)